# 應用層閘道
應用層闡道（英語：Application Layer Gateway，或，縮寫為ALG） 是一種NAT穿透技術。就應用層面來說，它允許修改匣道上的NAT traversal的過濾規則，完成特定網路傳輸協定上的地址和端口的轉換。舉例來說，像FTP、BitTorrent、SIP、RTSP、IPsec、L2TP、H.323，這些都可以使用ALG來針對應用程式在位址及通訊埠轉換上的需求。在RFC 2663中定義了這個功能。
ALG可隱藏內部主機的IP位址。